# یان گروپ
یان گروپ (انگلیسی: Jan Groop؛ زادهٔ ۲۶ فوریهٔ ۱۹۳۴) وکیل اهل فنلاند است.